# Wasił Etropołski
Wasił Michajłow Etropołski (bgr. Васил Михайлов Етрополски, ur. 18 marca 1959 w Sofii) – bułgarski szablista, wielokrotny medalista mistrzostw świata.
Podczas mistrzostw świata w Wiedniu w 1983 roku wywalczył złoty medal w szabli indywidualnej. W zawodach tych wyprzedził Włocha Gianfranco Dalla Barbę i swego brata Christo Etropołskiego. Był to pierwszy w historii złoty medal dla Bułgarii w zawodach tego cyklu. Na rozgrywanych dwa lata później mistrzostwach świata w Barcelonie był indywidualnie trzeci, za Węgrem Györgym Nébaldem i Christo Etropołskim. Trzecie miejsce indywidualne zajął także na mistrzostwach świata w Sofii w 1986 roku, tym razem plasując się za Siergiejem Mindirgasowem z ZSRR i Węgrem Imrem Bujdosó. Ponadto trzykrotnie zdobywał medale w rywalizacji drużynowej: srebrne na MŚ 1985 i MŚ 1987 oraz brązowy na MŚ 1986.
Wystartował na igrzyskach olimpijskich w Moskwie w 1980 roku zajmując czwarte miejsce w turnieju indywidualnym. W rundzie finałowej wygrał dwa z pięciu pojedynków. W zawodach drużynowych Bułgarzy odpadli w pierwszej rundzie. Brał również udział w igrzyskach olimpijskich w Seulu w 1988 roku, gdzie indywidualnie został sklasyfikowany na 13. miejscu, a drużynowo ponownie odpadł w pierwszej rundzie.
Po zakończeniu kariery został trenerem, między innymi w New York Athletic Club.
Podczas ceremonii otwarcia IO 1988 był chorążym reprezentacji Bułgarii.
Brat bliźniak Christo Etropołskiego.